# La ferrovia sotterranea
La ferrovia sotterranea (The Underground Railroad) è il sesto romanzo pubblicato nel 2016 dello scrittore statunitense Colson Whitehead.
Il romanzo ucronico racconta la storia di Cora e Caesar, due schiavi nel sud-est degli Stati Uniti durante il XIX secolo che cercano di liberarsi dalle loro piantagioni in Georgia seguendo la Underground Railroad, che il romanzo descrive principalmente come un sistema di trasporto ferroviario, oltre a una serie di case sicure e percorsi segreti.
La ferrovia sotterranea ha riscosso un successo commerciale e di critica, arrivando nelle classifiche di vendita e vincendo diversi premi importanti.

## Trama
La storia è raccontata in terza persona, incentrata principalmente su Cora. Singoli capitoli sparpagliati si concentrano anche su Mabel, la madre di Cora, il cacciatore di schiavi Ridgeway, un riluttante simpatizzante degli schiavi di nome Martin ed il compagno di Cora, Caesar.
Cora è una schiava in una piantagione della Georgia e un'emarginata dopo che Mabel è scappata senza di lei. Lei nutre un grande risentimento nei confronti di Mabel per essere fuggita, anche se i lettori apprenderanno più tardi che sua madre, nel tentativo di tornare da Cora, è morta per un morso di serpente e non l'ha mai raggiunta. Caesar si rivolge a Cora per un piano di fuga. In un primo momento riluttante, alla fine accetta, perché la sua condizione con il suo padrone e gli altri schiavi peggiora. Durante la loro fuga, incontrano un gruppo di cacciatori di schiavi che catturano Lovey, la giovane amica di Cora. Cora è costretta a uccidere un adolescente per proteggere sé stessa e Caesar, eliminando ogni possibilità di un trattamento misericordioso qualora dovesse mai essere ricatturata. Con l'aiuto di un abolizionista inesperto, Cora e Caesar trovano la Underground Railroad, raffigurata come una vera e propria ferrovia sotterranea che corre lungo tutto il Sud e trasporta verso nord. Prendono un treno per la Carolina del Sud.
Dopo aver appreso della loro fuga, Ridgeway inizia una caccia alla coppia, in gran parte per vendicarsi di Mabel, che è l'unica fuggitiva che non è mai riuscito a catturare. Nel frattempo, Cora e Caesar hanno stabilito una confortevole residenza in Carolina del Sud con nomi fasulli. La Carolina del Sud sta attuando un programma nel quale il governo possiede ex schiavi ma li assume, fornisce loro cure mediche e fornisce loro alloggi comunali. I due trascorrono volentieri il loro tempo lì e rinviano la decisione di andarsene fino a quando Cora viene a conoscenza dei piani di sterilizzazione delle donne nere e dell'uso degli uomini neri come soggetti di prova in un esperimento per tracciare la diffusione della sifilide. Ridgeway arriva prima che i due possano partire e Cora è costretta a ritornare alla ferrovia da sola. Più tardi apprende che Caesar è stato ucciso da una folla arrabbiata dopo essere stato catturato e imprigionato da Ridgeway.
Cora alla fine arriva in una stazione dismessa nella Carolina del Nord. Viene trovata dal figlio dell'ex capostazione della stazione, Martin. La Carolina del Nord ha recentemente deciso di abolire la schiavitù, utilizzando invece la servitù debitoria e giustiziando violentemente tutti gli schiavi fuggitivi trovati nello stato (e alcuni liberti). Martin, terrorizzato da ciò che i concittadini potrebbero fare ad un abolizionista, nasconde Cora nella sua soffitta per diversi mesi. Alla fine, Cora si ammala e viene curata a malincuore dalla moglie di Martin, Ethel. Mentre Cora è fuori dalla soffitta, viene effettuata una retata nella casa e viene ricatturata da Ridgeway.
Ridgeway porta Cora indietro verso la Georgia, facendo una deviazione attraverso il Tennessee per restituire un altro schiavo al suo padrone. Mentre è in sosta nel Tennessee, il gruppo itinerante di Ridgeway viene attaccato da alcuni schiavi fuggitivi, che liberano Cora. Cora arriva in una fattoria in Indiana di proprietà di un uomo nero di nome Valentine, insieme a uno dei suoi soccorritori, un uomo chiamato Royal. La fattoria è popolata da numerosi uomini liberi e fuggitivi, che vivono e lavorano in armonia. Royal, che è un operatore della Ferrovia, inizia una relazione romantica con Cora, anche se rimane titubante a causa di uno stupro da parte di altri schiavi nella sua infanzia. Sfortunatamente per i due, una piccola fazione di liberti teme che la loro vita pacifica sarà rovinata dalla presenza di schiavi fuggiti e suggerisce ad alcuni cacciatori di schiavi la loro presenza. La fattoria viene bruciata e molte persone, tra cui Royal, vengono uccise in una retata. Ridgeway ricattura Cora e la costringe a portarlo in una stazione ferroviaria chiusa nelle vicinanze. Quando arrivano, lei lo spinge giù per una rampa di scale, ferendolo gravemente. Poi corre lungo i binari. Alla fine, emerge dai binari sotterranei per trovare una carovana in viaggio verso ovest. Le viene dato un passaggio da uno degli autisti di colore dei vagoni e il romanzo finisce.

## Accoglienza

### Riconoscimenti
Il romanzo ha ricevuto numerosi premi. Nel 2017 ha vinto il Premio Pulitzer per la narrativa, il National Book Award per la narrativa, il Premio Arthur C. Clarke e la Medaglia Andrew Carnegie per l'eccellenza nella narrativa. Era fra i candidati al Booker Prize del 2017. Il precedente libro che ha vinto sia il Pulitzer che il premio National Book è stato Avviso ai naviganti di Annie Proulx nel 1993. È stato selezionato per l'Oprah's Book Club e consigliato da Barack Obama.

### Critica
Il romanzo ha ricevuto recensioni positive da parte della critica. I recensori hanno elogiato il romanzo per il suo commento sia sul passato che sul presente degli Stati Uniti.

## Adattamento televisivo
Nel marzo 2017 è stato annunciato che Amazon stava realizzando un adattamento basato sul romanzo sotto forma di miniserie, scritta e diretta da Barry Jenkins.